# ازمیرالدا فرنجا
ازمیرالدا فرنجا (انگلیسی: Ezmiralda Franja؛ زادهٔ ۴ فوریهٔ ۱۹۹۷) بازیکن فوتبال اهل آلبانی است.
وی همچنین در تیم‌های ملی فوتبال Albania women's national under-19 football team و Albania women's national football team بازی کرده‌است.